# Сестри Леванте
Сѐстри Лева̀нте (на италиански: Sestri Levante; на лигурски: Sèstri, Сестри) е пристанищен град и община в Северна Италия, провинция Генуа, регион Лигурия. Разположен е на брега на Лигурско море, на лигурското Източно крайбрежие. Населението на общината е 18 177 души (към 2011 г.).